# السرب التاسع والتسعون (القوات الجوية الملكية السعودية)
السرب التاسع والتسعون هو سرب مخصص لعمليات البحث والانقاذ القتالي تابع للقوات الجوية الملكية السعودية ويحتوي على طائرات لوكهيد مارتن كيه سي-130 ولوكهيد سي-130 هيركوليز ومروحية يوروكوبتر إيه إس 532 ووحدة قوات خاصة. مقر السرب قاعدة الملك خالد الجوية في خميس مشيط.